# Chamissoa acuminata
Chamissoa acuminata är en amarantväxtart som beskrevs av Carl Friedrich Philipp von Martius. Chamissoa acuminata ingår i släktet Chamissoa och familjen amarantväxter.

## Underarter
Arten delas in i följande underarter:
- C. a. acuminata
- C. a. maximilianii
- C. a. swansonii